# Municipio de Jacksonville (Iowa)
El municipio de Jacksonville (en inglés: Jacksonville Township) es un municipio ubicado en el condado de Chickasaw en el estado estadounidense de Iowa. En el año 2010 tenía una población de 449 habitantes y una densidad poblacional de 3,22 personas por km².

## Geografía
El municipio de Jacksonville se encuentra ubicado en las coordenadas 43°8′56″N 92°16′40″O / 43.14889, -92.27778. Según la Oficina del Censo de los Estados Unidos, el municipio tiene una superficie total de 139.6 km², de la cual 139,56 km² corresponden a tierra firme y (0,03 %) 0,04 km² es agua.

## Demografía
Según el censo de 2010, había 449 personas residiendo en el municipio de Jacksonville. La densidad de población era de 3,22 hab./km². De los 449 habitantes, el municipio de Jacksonville estaba compuesto por el 98,22 % blancos, el 0,22 % eran afroamericanos, el 0,89 % eran asiáticos, el 0,45 % eran de otras razas y el 0,22 % eran de una mezcla de razas. Del total de la población el 0,67 % eran hispanos o latinos de cualquier raza.